# Заблоцкая, Лидия Александровна
Лидия Александровна Заблоцкая — белорусская певица, лауреат детского конкурса «Евровидение-2011», занявшая 3-е место, лауреат многочисленных международных и республиканских конкурсов.

## Биография
Лидия Заблоцкая родилась в Могилёве, Белоруссия 15 января 1998 г. Начала заниматься музыкой в 4 года. Впервые заняла первое место и завоевала титул «Золотой голос» в детском конкурсе «Очаровательный малыш», на котором исполнила песню Аллы Пугачёвой «1000 лет».
Являлась ученицей Могилевской городской гимназии № 1 и вокальной студии «Вдохновение». В дальнейшем участвовала во многих республиканских и международных музыкальных конкурсах:
- Международный фестиваль «Зямля пад белымі крыламі» 2011 г. (лауреат I степени, песни «Папа купил автомобиль» и «Помнят люди»)
- Международный фестиваль «Золотая пчелка» 2011 г. (диплом II степени)
- Открытый конкурс юных исполнителей эстрадной песни «Маладзічок» 2011 г. (2-е место)
- Республиканский детский конкурс «Песня для Евровидения-2010» (4-е место, песня «Привет»)
- Конкурс «Молодые таланты Беларуси» (песни «Буслы ляцяць над Беларуссю» и «Помнят люди»)
- Фестиваль белорусской песни и поэзии «Молодечно 2014»

В настоящий момент — студентка Института журналистики БГУ (специальность «журналистика (менеджмент СМИ)»).

## Детское Евровидение-2011
В свои 13 лет Лидия стала самым старшим участником при проведении национального отбора для Детского Евровидения 2011 г. в Белоруссии. При голосовании она получила 22 балла и завоевала право представлять Беларусь на Детском Евровидении 2011 в Ереване со своей песней «Ангелы добра».
На конкурсе Детского «Евровидения-2011», состоявшемся 5 декабря 2011 года, заняла третье место.
Сейчас Лидия принимает активное участие в телевизионных проектах и концертах республиканского уровня.